# Eric Berry
James Eric Berry (nacido el 29 de diciembre de 1988) es un jugador profesional de fútbol americano estadounidense que juega en la posición de strong safety y actualmente es agente libre en la National Football League (NFL).

## Biografía
Berry asistió a Creekside High School, donde practicó fútbol americano y atletismo para los Creekside Seminoles. Allí jugó tanto de cornerback como de quarterback, registrando un récord de 37-5 como titular.
Tras su paso por el instituto, Berry se graduó en Tennessee. Durante su estancia allí, Berry jugó para los Volunteers durante tres años (2007, 2008 y 2009).

## Carrera

### Kansas City Chiefs
Berry fue seleccionado por los Kansas City Chiefs en la primera ronda (puesto 5) del draft de 2010. Berry eligió el número 29 en honor a su compañero en Tennessee, Inky Johnson, cuya carrera acabó por una lesión, y como tributo a la carretera principal de su ciudad natal (Fairburn).